# Fejes Gizella
Fejes Gizella (Budapest, 1935. augusztus 28. – Budapest, 2022. augusztus 16.) magyar festő- és grafikusművész.

## Életútja
1935-ben született budapesti polgárcsaládban. Budapest ostromát tíz évesen élte meg, az 1. kerületi Batthyány utcai lakóházukat földig bombázták. A család új életet a 12. kerületben, Németvölgyben kezdett, ahol általános iskolai tanulmányait is végezte. Természetes rajzkészsége, a képzőművészet iránti tehetsége már középiskolás korában kibontakozott, amelyet a Dési Huber István Képzőművészeti Körben fejlesztett tovább. Mesterei között volt Fenyő A. Endre, Domanovszky Endre, Gráber Margit, Sostarics Lajos. Anyagi okokból nem tudott a Képzőművészeti Főiskolán felsőfokú tanulmányokat folytatni, a középiskola elvégzése után munkába állt. Közelről figyelte unokanővére, Bednay Éva képzőművész és Bednay Dezső iparművész pályáját is, nem követtette azonban a XX. század végének rájuk is jellemző absztrakt törekvéseit. Fiával, a szintén képzőművészettel foglalkozó Gyebnár Istvánnal bejárta Európa sok városát, ahol rendszeresen látogatta a jelentős képzőművészeti gyűjteményeket, múzeumokat és a kortárs galériákat.
A képzőművészet iránti elkötelezettsége, alkotókedve élete során töretlen maradt. Munkássága során főleg grafikákat, portrékat, akvarelleket, tájképeket és csendéleteket készített. Festészetét inkább a hagyományok  követése, ezzel egyidejűleg a komplex látvány általa érdekesnek tartott részleteinek felnagyítása, egyéni életérzések, hangulatok érzékeny személyiségén keresztül megszűrt ábrázolása határozta meg. Fiatalkori portréi elsősorban a „belső én”, a személyiség bemutatására irányuló törekvésekkel emelkednek ki. Időskori festészetében különösen az akril festékek nyújtotta új lehetőségek kihasználására, a hozzá közelálló téma hangsúlyos láttatására törekedett. Utolsó alkotásait többnyire élénk színhasználat, de a múlandó élmények, az élet elillanó pillanatainak borongós hangvételű, már-már elmosódó megragadása jellemzi.

## Galéria

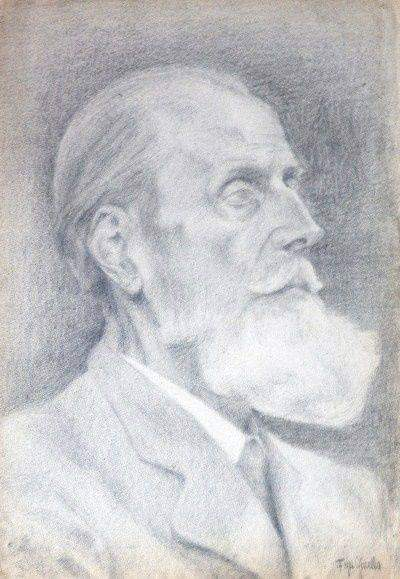
Fejes Gizella: Gróf Apponyi Albert portréja az 1950-es évekből
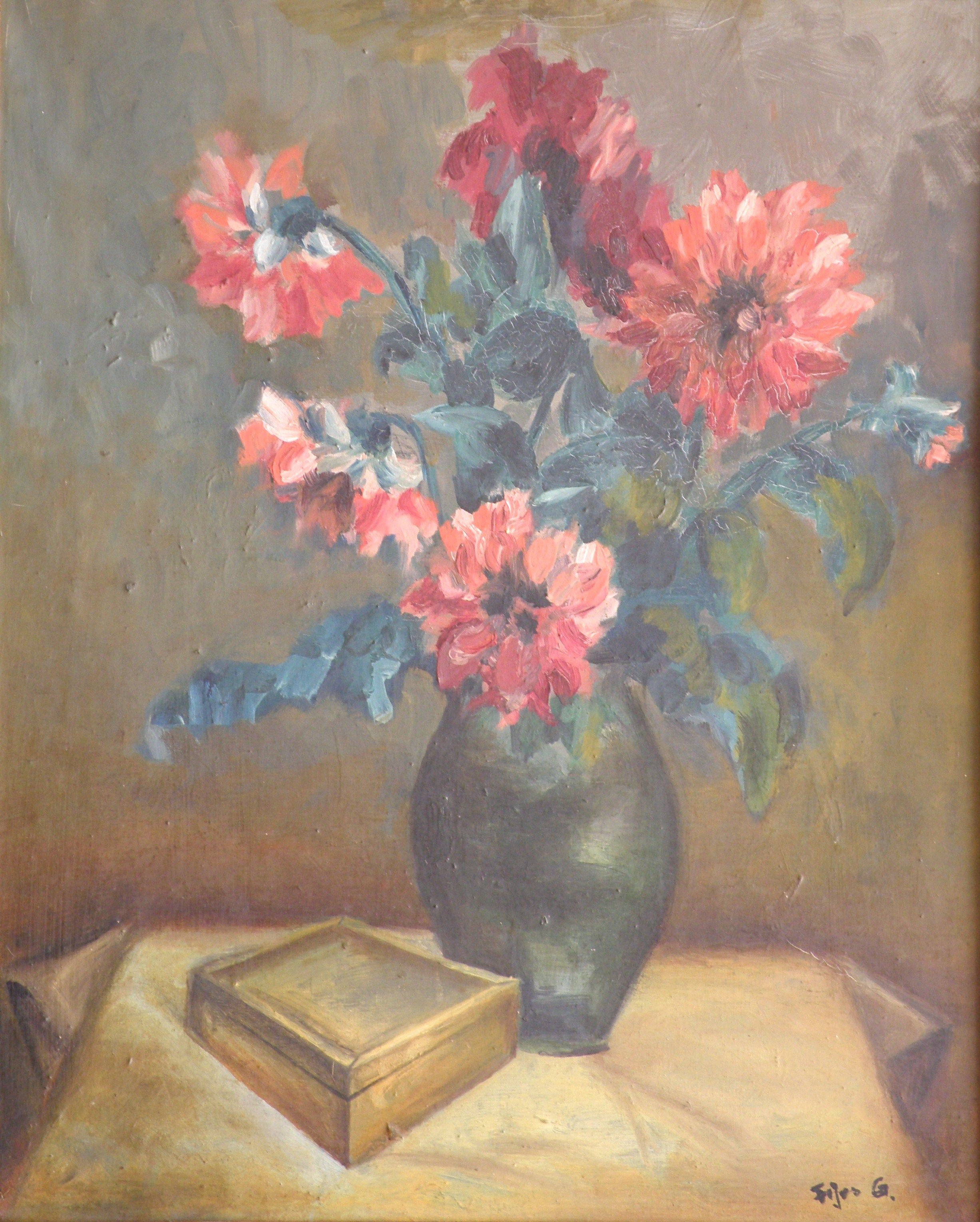
Fejes Gizella "Dáliák" c. olajfestménye az 1950-es évekből
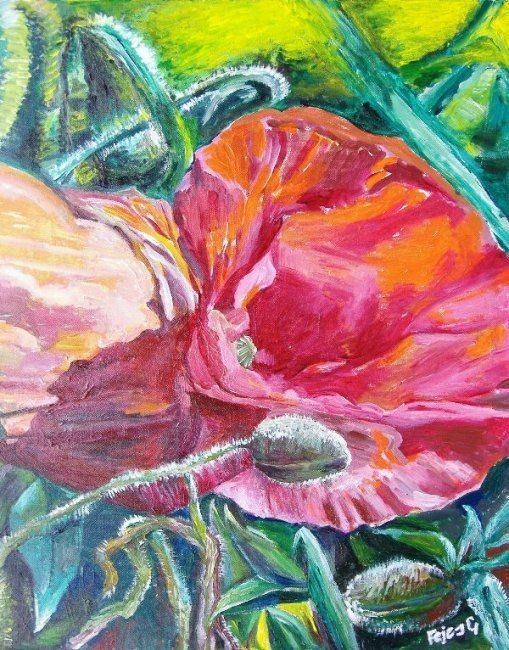
Fejes Gizella: Pipacs; (Akrilfestmény vásznon), 50x60 cm, 2007